# Rocinela modesta
Rocinela modesta là một loài chân đều trong họ Aegidae. Loài này được Hansen miêu tả khoa học năm 1897.